# Autostrada O50 (Turcja)
Otoyol 50 (tur. "Adana Otoyolu"), w skrócie O-50 – autostrada w Turcji. Stanowi obwodnicę Adany oraz łączy autostrady O51 i O52. O-50 stanowi część trasy europejskiej E90 oraz trasy azjatyckiej AH84.